# 그레고리 고티에
그레고리 고티에(프랑스어: Grégory Gaultier, 1982년 12월 23일~)는 프랑스 출신의 프로 스쿼시 선수이다. 그는 2009년 동료 선수인 티에리 랭쿠에 이어 프랑스 선수로서는 2번째로 세계 스쿼시 랭킹 1위에 올랐다. 그는 2007년 브리티시 오픈에서 우승하였고, 2006, 2007, 2011년 월드 오픈 준우승자이기도 하다.
2007년 브리티시 오픈 결승에서 고티에는 티에리 랭쿠를 11-4, 10-11 (0-2), 11-6, 11-3으로 꺾고 우승을 차지하였다.
2006년 월드 오픈 준결승에서, 고티에는 세계 랭킹 1위이자 디펜딩 챔피언 아므르 샤바나를 준결승에서 꺾었으며, 결승에서 데이비드 팔머에게 11-9, 11-9, 9-11, 10-11 (4-6), 2-11로 패하였다.
2003년 세계 팀 스쿼시 선수권 대회 결승에서 프랑스는 오스트레일리아에 패해 준우승 했으며, 당시 고티에도 프랑스 국가 대표팀 선수였다. 영국과의 준결승에서, 고티에는 리 비칠과의 마지막 경기에서 승리해 팀이 결승에 진출하는 데에 결정적인 공헌을 하였다.
2009년 챔피언 토너먼트 준결승에서 고티에는 당시 랭킹 1위였던 카림 다르위시를 꺾었으며, 결승에서는 닉 매튜를 11–9, (2–11), 11–8, 11–4로 누르고 우승하였다. 이로써 그는 이 대회에서 우승한 유일한 프랑스 선수가 되었다.
고티에는 2000년과 2001년에 유럽 주니어 스쿼시 선수권 대회에서 우승했다. 그는 또한 주니어 브리티시 오픈 타이틀을 획득했고 세계 주니어 챔피언십에서 준우승을 차지하였다.

## 월드 오픈결승

### 우승 0 & 준우승 4
| 결과   | 연도 | 장소              | 상대 선수     | 스코어                        |
| 준우승 | 2006 | 이집트 카이로     | 데이비드 팔머 | 9–11, 9–11, 11–9, 16–14, 11–2 |
| 준우승 | 2007 | 버뮤다 해밀턴     | 아므르 샤바나 | 11–7, 11–4, 11–6              |
| 준우승 | 2011 | 네덜란드 로테르담 | 닉 매튜       | 6-11, 11-9, 11-6, 11-5        |
| 준우승 | 2013 | 잉글랜드 맨체스터 | 닉 매튜       | 11-9, 11-9, 11-13, 7-11, 11-2 |

## 메이저 월드 시리즈 결승

### 브리티시 오픈: 결승 2 (우승 1, 준우승 1)
| 결과   | 연도 | 상대 선수   | 스코어                       |
| 우승   | 2007 | 티에리 랭쿠 | 11–8, 5–11, 11–4, 9–11, 11–6 |
| 준우승 | 2013 | 라미 아슈르 | 7-11, 11-4, 11-7, 11-8       |

### 홍콩 오픈: 결승 4 (우승 0, 준우승 4)
| 결과   | 연도 | 상대 선수     | 스코어                        |
| 준우승 | 2007 | 아므르 샤바나 | 11-13, 11-3, 11-6, 13-11      |
| 준우승 | 2008 | 아므르 샤바나 | 11-9, 13-15, 8-11, 11-2, 11-3 |
| 준우승 | 2009 | 아므르 샤바나 | 11-9, 9-11, 11-3, 5-2 기권    |
| 준우승 | 2010 | 라미 아슈르   | 10-12, 11-9, 11-9, 9-11, 11-9 |

### 카타르 클래식: 결승 2 (우승 1, 준우승 1)
| 결과   | 연도 | 상대 선수       | 스코어                 |
| 준우승 | 2007 | 아므르 샤바나   | 11-4, 8-11, 11-6, 11-5 |
| 우승   | 2011 | 제임스 윌스트롭 | 11-8, 11-7, 2-11, 11-8 |

### US 오픈: 결승 3 (우승 2, 준우승 1)
| 결과   | 연도 | 상대 선수     | 스코어                 |
| 우승   | 2006 | 아므르 샤바나 | 11-5, 7-11, 11-4, 11-9 |
| 준우승 | 2012 | 라미 아슈르   | 11-4, 11-9, 11-9       |
| 우승   | 2013 | 닉 매튜       | 11-4, 11-5, 11-5       |